# Équipe de Belgique de football en 1952
Maillots
Chronologie
Saison précédente Saison suivante
L'équipe de Belgique de football présente un bilan très mitigé en 1952 avec quatre victoires et trois défaites.

## Résumé de la saison
La première victoire est remportée contre le cours du jeu, le 24 février, face à l'Italie (2-0) dans une rencontre dominée de bout en bout par des Azzuri en panne de concrétisation, et grâce à un Meert dont la prestation fut saluée par la presse, tant néerlandaise qui estima qu'il n'avait jamais atteint auparavant de tels sommets, que transalpine qui le surnomma Il portiere magnifico.

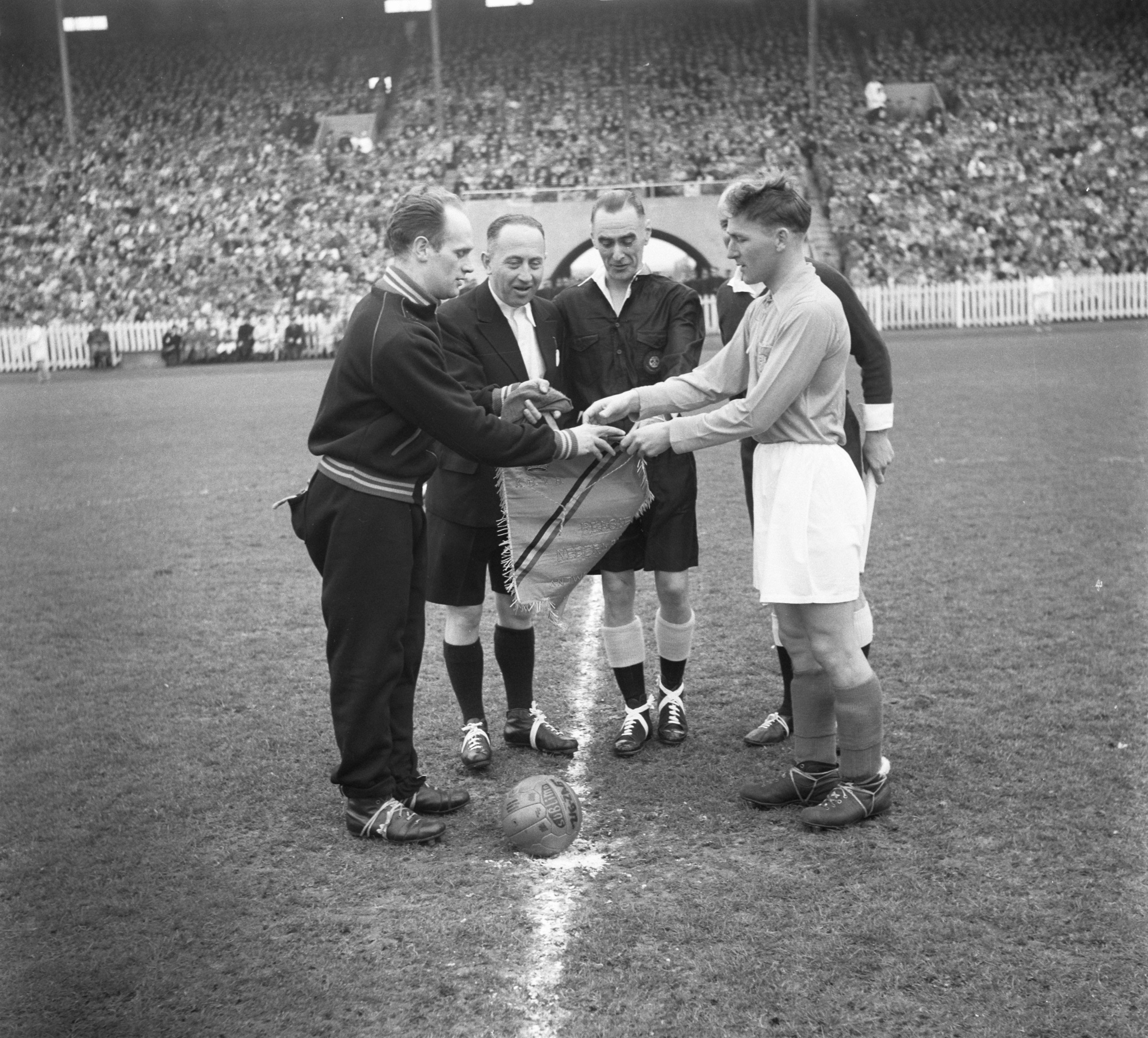
Les capitaines respectifs Henri Meert et Louis Biesbroeck échangent les fanions sous les yeux de l'arbitre britannique John W. Topliss lors de Belgique-Pays-Bas (4-2) à Deurne le 6 avril 1952.

Les Belges s'inclinent ensuite en Autriche, sans Jef Mermans victime d'une fracture du bras en championnat, de façon beaucoup moins surprenante, si ce n'est par le score (2-0) qui aurait pu être beaucoup plus important sans une nouvelle très bonne performance d'Henri Meert. Les supporters autrichiens avaient d'ailleurs sifflé leurs représentants à la pause, ceux-ci ayant quitté le terrain sur un score vierge.
Trois semaines plus tard, à Anvers, les Pays-Bas doivent s'avouer vaincus (4-2) face à des Diables Rouges avec lesquels ils avaient pu rivaliser jusqu'à la mi-temps avant de s'effondrer et encaisser deux buts en deuxième période.
Le 22 mai, la France vient s'imposer (1-2) au Heysel sur un score déjà acquis au repos.
Pas moins de 24 nations sont inscrites pour prendre part aux Jeux olympiques qui se déroulent du 15 juillet au 2 août dans cinq villes finnoises : Helsinki, Turku, Tampere, Kotka et Lahti. La Belgique, ainsi que la Suisse, la Tchécoslovaquie, l'Uruguay et le Brésil, renoncent à participer à un tournoi remporté par la Hongrie, qui empoche la médaille d'or au terme d'un parcours sans faute après avoir éliminé la Roumanie (2-1), l'Italie (3-0), la Turquie (7-1), la Suède (6-0) et enfin, en finale, la Yougoslavie (2-0). Le monde découvre alors cette équipe, cette génération du « Onze d'Or », qui décrochera deux nouveaux titres olympiques en 1964 et 1968, finira troisième au Championnat d'Europe 1964 et, surtout, sera finaliste de la Coupe du monde 1954, à l'occasion de laquelle ils étaient archi-favoris à la victoire finale, et qui voit les Allemands triompher à la surprise générale et déjouant alors tous les pronostics dans ce qui fut baptisé le « Miracle de Berne ».
Le derby des plats pays du 19 octobre est retransmis en direct à la télévision, ce qui est loin d'être une banalité à l'époque, et voit les Diables Rouges s'imposer (2-1), en toute fin d'une rencontre d'un niveau très moyen sur une erreur du portier batave, Piet Kraak.
Fin novembre, la Belgique est invitée à se produire en Angleterre pour le Match of the year qui se transforme en véritable démonstration, les Three Lions infligeant un sévère score de forfait (5-0) aux Belges dans une partie supervisée par un trio arbitral néerlandais. La presse britannique estima que les Diables Rouges avaient souillé la pelouse sacrée de Wembley et, s'il est vrai que la traversée d'Ostende à Douvres s'était effectuée en pleine tempête, cela ne suffisait pas à expliquer la déroute encourue.
L'année finit toutefois sur une note positive, la Belgique s'imposant face à la France (0-1) en déplacement à Colombes, le jour de Noël.

## Les matchs
| Match amical                                                     | Belgique            | 2 - 0   | Italie | Stade du Heysel Laeken, Belgique               |                                                |
| 24 février 1952 · 15:00 heure locale · Historique des rencontres | Moës 23e (pen.) 35e | (2 – 0) |        | Spectateurs : 55 531 Arbitrage : Paul Wyssling | Spectateurs : 55 531 Arbitrage : Paul Wyssling |
| 24 février 1952 · 15:00 heure locale · Historique des rencontres | Rapport             |         |        | Spectateurs : 55 531 Arbitrage : Paul Wyssling | Spectateurs : 55 531 Arbitrage : Paul Wyssling |

| Match amical                                                  | Autriche          | 2 - 0   | Belgique | Praterstadion Vienne, Autriche                         |                                                        |
| 23 mars 1952 · 16:00 heure locale · Historique des rencontres | Stojaspal 60e 62e | (0 – 0) |          | Spectateurs : 58 000 Arbitrage : Milenko Podubski (hu) | Spectateurs : 58 000 Arbitrage : Milenko Podubski (hu) |
| 23 mars 1952 · 16:00 heure locale · Historique des rencontres | Rapport           |         |          | Spectateurs : 58 000 Arbitrage : Milenko Podubski (hu) | Spectateurs : 58 000 Arbitrage : Milenko Podubski (hu) |

| Match amical                                                  | Belgique                                      | 4 - 2   | Pays-Bas                        | Bosuilstadion Deurne, Belgique                |                                               |
| 6 avril 1952 · 15:00 heure locale · Historique des rencontres | Anoul 25e · Coppens 38e 77e · Lemberechts 48e | (2 – 2) | Clavan 35e · van Melis (nl) 37e | Spectateurs : 46 442 Arbitrage : Jack Topliss | Spectateurs : 46 442 Arbitrage : Jack Topliss |
| 6 avril 1952 · 15:00 heure locale · Historique des rencontres | Rapport                                       |         |                                 | Spectateurs : 46 442 Arbitrage : Jack Topliss | Spectateurs : 46 442 Arbitrage : Jack Topliss |

| Match amical                                                 | Belgique    | 1 - 2   | France                      | Stade du Heysel Laeken, Belgique                        |                                                         |
| 22 mai 1952 · 16:00 heure locale · Historique des rencontres | Mermans 28e | (1 – 2) | Doye 22e · Deladerrière 24e | Spectateurs : 55 485 Arbitrage : Paul von Wartburg (hu) | Spectateurs : 55 485 Arbitrage : Paul von Wartburg (hu) |
| 22 mai 1952 · 16:00 heure locale · Historique des rencontres | Rapport     |         |                             | Spectateurs : 55 485 Arbitrage : Paul von Wartburg (hu) | Spectateurs : 55 485 Arbitrage : Paul von Wartburg (hu) |

| Match amical                                                     | Belgique                | 2 - 1   | Pays-Bas    | Bosuilstadion Deurne, Belgique                |                                               |
| 19 octobre 1952 · 15:00 heure locale · Historique des rencontres | Anoul 55e · Mermans 88e | (0 – 0) | Lenstra 55e | Spectateurs : 46 840 Arbitrage : William Ling | Spectateurs : 46 840 Arbitrage : William Ling |
| 19 octobre 1952 · 15:00 heure locale · Historique des rencontres | Rapport                 |         |             | Spectateurs : 46 840 Arbitrage : William Ling | Spectateurs : 46 840 Arbitrage : William Ling |

| Match amical                                                      | Angleterre                                             | 5 - 0   | Belgique | British Empire Exhibition Stadium Londres, Angleterre |                                           |
| 26 novembre 1952 · 14:15 heure locale · Historique des rencontres | Elliott 4e 48e · Lofthouse 42e 86e · Froggatt (en) 60e | (2 – 0) |          | Spectateurs : 68 333 Arbitrage : Leo Horn             | Spectateurs : 68 333 Arbitrage : Leo Horn |
| 26 novembre 1952 · 14:15 heure locale · Historique des rencontres | Rapport                                                |         |          | Spectateurs : 68 333 Arbitrage : Leo Horn             | Spectateurs : 68 333 Arbitrage : Leo Horn |

| Match amical                                                      | France  | 0 - 1   | Belgique      | Stade olympique Yves-du-Manoir Colombes, France     |                                                     |
| 25 décembre 1952 · 14:30 heure locale · Historique des rencontres |         | (0 – 1) | Straetmans 6e | Spectateurs : 38 379 Arbitrage : William Evans (hu) | Spectateurs : 38 379 Arbitrage : William Evans (hu) |
| 25 décembre 1952 · 14:30 heure locale · Historique des rencontres | Rapport |         |               | Spectateurs : 38 379 Arbitrage : William Evans (hu) | Spectateurs : 38 379 Arbitrage : William Evans (hu) |

## Les joueurs
| Joueurs               | Joueurs                  | Amical | Amical | Amical | Amical | Amical | Amical | Amical |
| --------------------- | ------------------------ | ------ | ------ | ------ | ------ | ------ | ------ | ------ |
| Gardiens de but       |                          |        |        |        |        |        |        |        |
| Henri Meert           | RSC Anderlechtois        | 90     | 90     | 90     | 90     |        |        |        |
| Ferdinand Boogaerts   | Standard de Liège        |        |        |        |        | 90     | 90     |        |
| Armand Seghers        | ARA La Gantoise          | r      | r      | r      | r      | r      | r      | 90     |
| François Daenen       | Royal Tilleur FC         |        |        |        |        |        |        | r      |
| Défenseurs            |                          |        |        |        |        |        |        |        |
| Henri Diricx          | Union Saint-Gilloise     | 90     | 90     | 90     | r      | 90     | 90     | 90     |
| Martin Schroyens      | R Beerschot AC           | 90     | 90     | r      | 90     |        |        |        |
| Willy Saeren          | RFC Liégeois             | r      | r      | 90     | 90     | r      | r      | r      |
| Alphons Van Brandt    | K Lierse SK              |        |        |        |        | 90     | 90     | 90     |
| Milieux               |                          |        |        |        |        |        |        |        |
| Louis Carré           | RFC Liégeois             | 90     | 90     | 90     | 90     | 90     | 90     | 90     |
| Robert Van Kerkhoven  | Daring Club de Bruxelles | 90     | 90     | 80e    | 90     |        |        | r      |
| Robert Maertens       | Royal Antwerp FC         | 90     | 90     | 90     | 90     | 90     | 90     |        |
| Victor Mees           | Royal Antwerp FC         | r      | 90     | 80e    | r      | 90     | 90     |        |
| Jan Van Steen         | RSC Anderlechtois        |        | 90     |        |        |        |        |        |
| Jan Van Der Auwera    | Racing Club de Malines   |        | r      |        |        | r      | 90     | 90     |
| Joseph Givard         | AS Herstalienne SR       |        |        |        | 90     |        |        |        |
| Frans Reyniers        | Racing Club de Malines   |        |        |        |        | 90     |        |        |
| Jean Mathonet         | Standard de Liège        |        |        |        |        |        |        | 90     |
| Attaquants            |                          |        |        |        |        |        |        |        |
| Rik Coppens           | R Beerschot AC           | 90     | 90     | 90     | 90     | r      | 90     | 90     |
| Michel Bensch         | K Beringen FC            | 90     |        | 90     |        | 90     | r      |        |
| Jef Mermans           | RSC Anderlechtois        | 90     |        |        | 90     | 90     | 90     | 90     |
| Léopold Anoul         | RFC Liégeois             | 90     | 90     | 90     | 90     | 90     | r      | 90     |
| José Moës             | RFC Liégeois             | 90     |        |        | 90     |        |        |        |
| Marcel De Corte       | RSC Anderlechtois        | r      |        |        |        |        |        |        |
| Victor Lemberechts    | RFC Malinois             |        | 90     | 90     |        | 90     | 90     | r      |
| August Van Steelant   | K St-Niklaasse SK        |        | r      | r      |        |        |        |        |
| Guy Thys              | Standard de Liège        |        |        | 90     | r      |        |        |        |
| Jean-Louis Straetmans | R White Star AC          |        |        |        |        |        | 90     | 90     |
| Augustin Janssens     | Union Saint-Gilloise     |        |        |        |        |        |        | 90     |

Un « r » indique un joueur qui était parmi les remplaçants mais qui n'est pas monté au jeu.
1. 1 2 3 4  Dernière sélection officielle pour le joueur.
2. 1 2 3 4 5 6 7 8 9 10 11  Première sélection officielle pour le joueur.
3. 1 2  Premier but officiel pour le joueur.

## Sources